# Tatort: Die Pfalz von oben
Die Pfalz von oben ist ein Fernsehfilm aus der Krimireihe Tatort. Der vom SWR produzierte Beitrag wurde am 17. November 2019 im Ersten erstmals ausgestrahlt. In dieser Tatort-Folge ermittelt die Ludwigshafener Kommissarin Lena Odenthal in ihrem 70. Fall. Die Handlung greift Lena Odenthals dritten Fall Tod im Häcksler aus dem Jahr 1991 auf.

## Handlung
Bei einer nächtlichen Verkehrskontrolle auf einer Landstraße nahe dem (fiktiven) pfälzischen Dorf Zarten wird ein junger Polizist von hinten in Richtung des kontrollierten Fahrzeugs erschossen. Lena Odenthal kommt nach Zarten, um in dem Mordfall zu ermitteln. Sie trifft dabei Stefan Tries wieder, mit dem sie 28 Jahre zuvor bereits einen Mordfall gelöst hatte (siehe Tod im Häcksler) und der mittlerweile Leiter der Polizeidienststelle Zarten ist, bei der er als junger Polizist gearbeitet hatte. Die internen Ermittlungen ergeben recht schnell, dass Tries zusammen mit den weiteren Beamten seines Reviers im Mittelpunkt einer Korruptionsaffäre steht, an der sich der erschossene Polizist Hilpert nicht beteiligen wollte und möglicherweise deshalb sterben musste. Zu den Verdächtigen zählt auch Dienststellenleiter Tries, insbesondere da seine Dienstwaffe als Tatwaffe identifiziert wird. Obwohl Odenthal noch immer Sympathien für Tries hegt und einen weinseligen romantischen Abend mit ihm verbringt, nimmt sie ihn als Verdächtigen fest. Odenthal beauftragt die ebenfalls in die Korruptionsaffäre verwickelte Polizistin Fies mit Tries’ Bewachung. Erwartungsgemäß verlässt Tries alsbald den Gewahrsam und fährt zu einem Drogenversteck. Odenthal hatte damit gerechnet und folgt ihm. Am Versteck trifft Tries auf seinen Kollegen Trump, der einräumt, Hilpert mit Tries’ zuvor entwendeter Dienstwaffe erschossen zu haben. Tries erschießt daraufhin vor Odenthals Augen Trump und sich selbst. Der Film endet damit, dass die noch lebenden Kollegen der Dienststelle Zarten verhaftet werden.

## Trivia
In der Filmmusik ertönt mehrfach der Song Lay Lady Lay, komponiert von dem 2016er Literaturnobelpreisträger Bob Dylan, insbesondere bei der Tanzszene von Folkerts mit Becker von 01:08:59 bis 01:10:05, sowie im Abspann. In Tod im Häcksler dient der Titel ebenfalls zur Untermalung einer romantischen Szene zwischen Folkerts und Becker.

## Hintergrund
Der Film wurde vom 12. März 2019 bis zum 12. April 2019 im Donnersbergkreis, dem Landkreis Kusel und in Baden-Baden gedreht. Als Polizeistation diente das Gemeindehaus in Nerzweiler als Drehort. Die Premiere erfolgte am 24. September 2019 in Meisenheim.

## Rezeption

### Kritiken
„Drehbuchautor Stefan Dähnert, […] baute den neuen ‚Tatort‘ rigoros als Sequel auf und arbeitet den Fortsetzungscharakter smart mit Zitaten hervor. […] Leider fällt Folkerts im Vergleich zu Becker gegen Ende ziemlich ab. Der Spielpartner hat inzwischen die Statur des mittelalten Kohls und verkörpert seine Figur raumfüllend ambivalent; da bleibt wenig Platz für die staksige Verliebtheit von Folkerts einsamer Odenthal.“

„Der „Tatort – Die Pfalz von oben“ ist ein spannender Krimi, aber auch eine kleine Zeitreise mit einem in sich ruhenden und dabei doch enorm intensiv spielenden Ben Becker als desillusionierter Provinzfürst mit Dackelblick und Wohlstandsbauch, […]. Selten war auch Ulrike Folkerts so stark wie in diesem Fall. Nach etlichen eher mauen Krimis kann sie endlich wieder zeigen, dass sie es drauf hat. Die Story muss stimmen und man darf nicht ständig an der Figur der Lena Odenthal hin und her schrauben: mal Zickenkrieg, mal nicht, mal unerschrockene Heldin, mal tief in der Krise. Ist sie pur, ist sie straight, dann lebt diese Kommissarin auf dem Bildschirm, vielleicht ja sogar bis zum nächsten Jubiläum.“

Der Film-Dienst bewertete den Film mit drei von fünf möglichen Sternen. Er besitze „vergleichsweise differenzierte[n] Charakterzeichnungen“ und schlage „Durchaus gelungen“ den „Bogen zwischen Vergangenheit und Gegenwart“, wohingegen die Kriminalhandlung „in Routine stecken“ bleibe.

### Einschaltquote
Die Erstausstrahlung von Die Pfalz von oben am 17. November 2019 sahen in Deutschland 9,94 Millionen Zuschauer. Sie erreichte einen Marktanteil von 27,6 % für Das Erste.